# Torneo Centroamericano 1987
El Torneo Centroamericano 1987 fue la decimotercera edición del Torneo Centroamericano de la Concacaf, torneo de fútbol  a nivel de clubes de Centroamérica organizado por la Concacaf y que contó con la participación de 10 equipos de la región. Los dos primeros lugares estarían en la fase final de la Copa de Campeones de la Concacaf 1987.
El CD Olimpia de Honduras fue el ganador del torneo, mientras que el Pumas UNAH de Honduras, campeón de la edición anterior, no participó en el torneo.

## Equipos participantes
En cursiva los equipos debutantes en el torneo.
| País                  | Equipo                          |
| --------------------- | ------------------------------- |
| Honduras 2 cupos      | CD Olimpia Real CD España       |
| Guatemala · 2 cupos   | Aurora FC C.S.D. Galcasa        |
| El Salvador · 2 cupos | CD Águila Alianza FC            |
| Costa Rica · 2 cupos  | Deportivo Saprissa CS Herediano |
| Belice 2 cupos        | Coke Milpross Hankook Verdes    |

## Primera ronda

### Real España - Hankook Verdes
| 10 de mayo de 1987 | Hankook Verdes | 0:2 (0:0) | Real España             | MCC Grounds, Ciudad de Belice |  |
|                    |                |           | Cálix 67' · Bonilla 68' |                               |  |

| 13 de mayo de 1987 | Real España                                            | 6:1 (0:0) (Global 8:1) | Hankook Verdes | Estadio Francisco Morazán, San Pedro Sula |  |
|                    | Campbell ?', ?' · Soto · Costly · Desconocido/s ?', ?' |                        | García         |                                           |  |

### Olimpia - Coke Milpross
| 13 de mayo de 1987 | Olimpia                                                            | 8:1 | Coke Milpross | Estadio Nacional, Tegucigalpa |  |
|                    | Dolmo Flores ?', ?', ?' · Flores ?', ?' · Zapata · Viera · Norales |     | Francis       |                               |  |

| 17 de mayo de 1987 | Coke Milpross | 1:1 (0:1) (Global 2:9) | Olimpia    | MCC Grounds, Ciudad de Belice |  |
|                    | Thomas 69'    |                        | Zapata 15' |                               |  |

## Grupo A
Jugado en Tegucigalpa, Honduras
| Equipo    | PJ | PG | PE | PP | GF | GC | Dif | Pts. |
| --------- | -- | -- | -- | -- | -- | -- | --- | ---- |
| Olimpia   | 3  | 2  | 1  | 0  | 3  | 1  | +2  | 5    |
| Herediano | 3  | 1  | 2  | 0  | 3  | 1  | +2  | 4    |
| Águila    | 3  | 1  | 1  | 1  | 6  | 4  | +2  | 3    |
| Galcasa   | 3  | 0  | 0  | 3  | 1  | 7  | -6  | 0    |

| 7 de junio de 1987 | Herediano    | 1:1 (1:1) | Águila        | Estadio Nacional, Tegucigalpa                              |                                                            |
|                    | Rodríguez 5' |           | Maradiaga 19' | Asistencia: 25,000 espectadores Árbitro(s): Jorge Meléndez | Asistencia: 25,000 espectadores Árbitro(s): Jorge Meléndez |

| 7 de junio de 1987 | Olimpia             | 1:0 (0:0) | Galcasa | Estadio Nacional, Tegucigalpa   |                                 |
|                    | Espinoza 87' (pen.) |           |         | Asistencia: 25,000 espectadores | Asistencia: 25,000 espectadores |

| 11 de junio de 1987 | Águila | 4:1 | Galcasa | Estadio Nacional, Tegucigalpa |  |

| 11 de junio de 1987 | Olimpia | 0:0 | Herediano | Estadio Nacional, Tegucigalpa |  |

| 14 de junio de 1987 | Galcasa | 0:2 (0:2) | Herediano                   | Estadio Nacional, Tegucigalpa |                              |
|                     |         |           | Camacho 10' · Rodríguez 23' | Árbitro(s): Rodolfo Martínez  | Árbitro(s): Rodolfo Martínez |

| 14 de junio de 1987 | Águila      | 1:2 (0:0) | Olimpia                  | Estadio Nacional, Tegucigalpa |  |
|                     | Herrera 80' |           | Flores 68' · Norales 76' |                               |  |

## Grupo B
Jugado en San Salvador, El Salvador
| Equipo      | PJ | PG | PE | PP | GF | GC | Dif | Pts. |
| ----------- | -- | -- | -- | -- | -- | -- | --- | ---- |
| Saprissa    | 3  | 1  | 2  | 0  | 6  | 4  | +2  | 4    |
| Real España | 3  | 2  | 0  | 1  | 4  | 4  | 0   | 4    |
| Aurora      | 3  | 1  | 1  | 1  | 2  | 2  | 0   | 3    |
| Alianza     | 3  | 0  | 1  | 2  | 6  | 3  | +3  | 1    |

| 7 de junio de 1987 | Aurora | 0:1 (0:1) | Real España   | Estadio Cuscatlán, San Salvador |  |
|                    |        |           | Chavarría 36' |                                 |  |

| 7 de junio de 1987 | Alianza                                     | 3:3 (1:3) | Saprissa                                  | Estadio Cuscatlán, San Salvador |                         |
|                    | Canales 33' · Reyes 46' · García 52' (pen.) |           | Solano 8' · Coronado 22' · Villalobos 25' | Árbitro(s): Julio López         | Árbitro(s): Julio López |

| 11 de junio de 1987 | Saprissa | 0:0 | Aurora | Estadio Cuscatlán, San Salvador |  |

| 11 de junio de 1987 | Real España        | 2:1 (1:1) | Alianza     | Estadio Cuscatlán, San Salvador |  |
|                     | Chavarría 39', 60' |           | Pacheco 42' |                                 |  |

| 14 de junio de 1987 | Real España   | 1:3 (0:0) | Saprissa                        | Estadio Cuscatlán, San Salvador |                              |
|                     | Chavarría 53' |           | Medford 46', 85' · Coronado 66' | Árbitro(s): Mamerto Negreros    | Árbitro(s): Mamerto Negreros |

| 14 de junio de 1987 | Alianza     | 1:2 | Aurora           | Estadio Cuscatlán, San Salvador |  |
|                     | Desconocido |     | González · Reyes |                                 |  |

## Ronda final
Jugado en San José, Costa Rica.
| Equipo      | PJ | PG | PE | PP | GF | GC | Dif | Pts. |
| ----------- | -- | -- | -- | -- | -- | -- | --- | ---- |
| Olimpia     | 3  | 2  | 0  | 1  | 6  | 3  | +3  | 4    |
| Saprissa    | 3  | 2  | 0  | 1  | 7  | 6  | +1  | 4    |
| Herediano   | 3  | 2  | 0  | 1  | 6  | 7  | -1  | 4    |
| Real España | 3  | 0  | 0  | 3  | 3  | 6  | -3  | 0    |

| 28 de junio de 1987 | Herediano                   | 3:2 (0:0) | Real España                        | Estadio Nacional, San José                                    |                                                               |
|                     | Orta 71', 84' · Camacho 54' |           | Caballero 59' (pen.) · Mathews 85' | Asistencia: 11,647 espectadores Árbitro(s): José Carlos Ortiz | Asistencia: 11,647 espectadores Árbitro(s): José Carlos Ortiz |

| 28 de junio de 1987 | Olimpia                                                        | 4:1 (1:1) | Saprissa    | Estadio Nacional, San José    |                               |
|                     | Flores 31' · Figueroa 46' · Cruz 51' (pen.) · Dolmo Flores 71' |           | Medford 19' | Árbitro(s): Víctor Chinchilla | Árbitro(s): Víctor Chinchilla |

| 1 de julio de 1987 | Olimpia         | 1:0 (0:0) | Real España | Estadio Nacional, San José      |                                 |
|                    | Cruz 50' (pen.) |           |             | Árbitro(s): Guillermo Hernández | Árbitro(s): Guillermo Hernández |

| 1 de julio de 1987 | Saprissa                                           | 4:1 (2:0) | Herediano | Estadio Nacional, San José                                   |                                                              |
|                    | Coronado 12' · Solano 35' · Vivó 60' · Hidalgo 70' |           | Mills 47' | Asistencia: 3,327 espectadores Árbitro(s): José Carlos Ortiz | Asistencia: 3,327 espectadores Árbitro(s): José Carlos Ortiz |

| 5 de julio de 1987 | Saprissa                  | 2:1 (0:0) | Real España | Estadio Nacional, San José                                   |                                                              |
|                    | Coronado 46' · Araujo 81' |           | Mathews 65' | Asistencia: 5,310 espectadores Árbitro(s): José Carlos Ortiz | Asistencia: 5,310 espectadores Árbitro(s): José Carlos Ortiz |

| 5 de julio de 1987 | Herediano                | 2:1 (2:1) | Olimpia          | Estadio Nacional, San José                                   |                                                              |
|                    | Villalobos 6' · Orta 32' |           | Dolmo Flores 25' | Asistencia: 5,310 espectadores Árbitro(s): Víctor Chinchilla | Asistencia: 5,310 espectadores Árbitro(s): Víctor Chinchilla |

## Campeón
Olimpia
Campeón
1° título